# Rovte v Selški dolini
Rovte v Selški dolini je naselje u slovenskoj Općini Škofji Loki. Rovte v Selški dolini se nalazi u pokrajini Gorenjskoj i statističkoj regiji Gorenjskoj. 

## Stanovništvo
Prema popisu stanovništva iz 2002. godine naselje je imalo 54 stanovnika.